# Кузнецов, Всеволод Борисович
Все́волод Бори́сович Кузнецо́в (род. 25 февраля 1970, Алма-Ата, Казахская ССР, СССР) — советский и российский актёр театра, кино и озвучивания, педагог, режиссёр дубляжа и диктор.

## Биография
Родился 25 февраля 1970 года в Алма-Ате в семье инженеров. В детстве часто пародировал мультипликационных персонажей и отечественных артистов. Школу окончил с золотой медалью.
В 17 лет переехал в Москву. Поступил в Высшее театральное училище имени М. С. Щепкина на курс Юрия Соломина, окончил его в 1991 году по специальности «актёр театра и кино», учился вместе с актрисой Аллой Клюкой и будущим коллегой по дубляжу Василием Дахненко. Впоследствии преподавал там мастерство актёра, на данный момент преподаёт искусство озвучивания фильмов.
На заре своей карьеры (в начале 90-х) проработал во МХАТе у Татьяны Дорониной два с половиной года.
В 1995 году вместе с Ольгой Соломиной пришёл на студию дубляжа «Пифагор», в то время функционировавшую в здании Щепкинского училища, за фонограммой для дипломного спектакля. На тот момент в студии проходил дубляж диснеевского мультсериала «Русалочка», режиссёром которого была Марина Александрова, продемонстрировал своё умение пародировать. На следующий день, 25 февраля 1995 года в 25-й юбилей пригласили на «Пифагор» на озвучивание эпизодических персонажей в другом мультсериале Walt Disney Television Animation «Чокнутый» под руководством Ирины Филимоновой, а потом и в «Русалочке». Так началась его карьера в дубляже.
В 1996 году озвучивал Феба в мультфильме «Горбун из Нотр-Дама» совместно с Екатериной Гусевой (роль Эсмеральды).
Первой главной дублированной киноролью стал Уилл Смит в «Людях в чёрном», который был ему доверен Ярославой Турылёвой, «его учителем» в большом дубляже. После этого был Винс Вон в «Парке Юрского периода-2» и «Пятый элемент».
На данный момент на дубляже «закреплены» (данных актёров приглашают озвучивать, как правило, его): Киану Ривз, Том Круз, Брэд Питт; также в ряде фильмов озвучил Антонио Бандераса и Рэйфа Файнса (последнего — в фильме «Онегин» и серии фильмов о Гарри Поттере).
У него есть несколько любимых ролей:
Мне очень нравилось работать с «Бенджамином Баттоном» — режиссёром, и исполнителем; над фильмом «Знакомьтесь: Джо Блэк». Сам фильм не слишком хорошо был принят критиками в США, хотя у нас в стране, я знаю, его многие любят.
Ещё меня актёрски покорил Онегин Рэйфа Файнса из одноимённого фильма. Мы, например, с нашим замечательным режиссёром дубляжа Ярославой Турылёвой к монологу из писем к Татьяне, которые в оригинале закадрово звучат, естественно, в прозе, специально подбирали оригинальные кусочки в стихах.
В 2000—2002 годах вместе с Александром Новиковым был комментатором рестлинга в программе «Мировой реслинг» на канале «СТС», которая являлась сокращённой 45-минутой международной версией шоу WWF/WWE SmackDown!. Был голосом киноканалов «НТВ-Плюс» с 1999 по 2000-е годы, «ТНТ» с октября 2002 по март 2008 года, позднее ушёл по собственному желанию.
Снимался в телепрограмме «Афинская школа», передаче про древних философов для канала «Культура», съёмки которой проходили в Италии, Турции, Тунисе, Иордании.
Помимо актёрской работы, Всеволод Борисович является режиссёром дубляжа и автором синхронного текста («укладчиком») на студиях «Пифагор» и «Мосфильм-мастер». Читает текст в документальных фильмах для телеканалов «НТВ» и «Россия». Также озвучивает рекламные ролики, при этом принципиально отказываясь от политической рекламы.
Автор слова «чпокнуться» («Американский пирог») и прозвищ, которыми именуют себя герои фильма «Люблю тебя, чувак».
В декабре 2013 года читал стихотворение Алексея Цветкова «Мне снился сон» для проекта «Скромное обаяние буржуйки» в рамках «Новой газеты». Спустя два года принял участие в телевизионном марафоне «Война и мир. Читаем роман» на телеканале «Культура».
В 2020 году принял участие в телепрограмме «Слабое звено».
Жена — Елена Кузнецова (дев. Букина), в прошлом — звукорежиссёр студии «СВ-Дубль». Есть сын Александр (р. 2006) и дочери Екатерина и Мария (р. 2010).

## Фильмография
- 1992 — В начале было слово
- 1994 — Петербургские тайны
- 2002 — Отражение
- 2003 — Оперативный псевдоним
- 2012 — Маша в законе — судья
- 2016 — Мафия: Игра на выживание — голос ведущего
- 2020 — Самозванец (короткометражка) — Виктор[10]

## Дубляж и закадровое озвучивание

### Фильмы

#### Брэд Питт
- 2019 — Однажды в Голливуде — Клифф Бут[11][12];
- 2008 — Загадочная история Бенджамина Баттона — Бенджамин Баттон[13][12][14];
- 2007 — Тринадцать друзей Оушена — Расти Райан[15];
- 2004 — Двенадцать друзей Оушена — Расти Райан[15];
- 2001 — Одиннадцать друзей Оушена — Расти Райан[15];
- 1998 — Знакомьтесь, Джо Блэк — Джо Блэк[15][14];
- 1995 — 12 обезьян — Джеффри Гоинс

#### Рэйф Файнс
- 2011 — Гарри Поттер и Дары Смерти. Часть 2 — Волан-де-Морт[8][16];
- 2010 — Гарри Поттер и Дары Смерти. Часть 1 — Волан-де-Морт[8][16];
- 2007 — Гарри Поттер и Орден Феникса — Волан-де-Морт[8][16];
- 2005 — Гарри Поттер и Кубок огня — Волан-де-Морт[8][16];
- 1999 — Онегин — Евгений Онегин[17][14].

#### Киану Ривз
- 2021 — Матрица: Воскрешение — Томас А. Андерсон (Нео)[18];
- 2018 — Как женить холостяка — Фрэнк[19]
- 2018 — Профессионал — Лукас Хилл[19]
- 2018 — Репродукция — Уильям Фостер[19]
- 2015 — Кто там — Эван Уэббер[19]
- 2010 — Криминальная фишка от Генри — Генри[19]
- 2006 — Дом у озера — Алекс Уайлер[19]
- 2005 — Константин: Повелитель тьмы — Джон Константин[19]
- 2003 — Матрица: Революция — Томас А. Андерсон (Нео)[16];
- 2003 — Матрица: Перезагрузка — Томас А. Андерсон (Нео)[16];
- 2001 — Сладкий ноябрь — Нельсон Мосс[19]
- 2000 — Наблюдатель — Гриффин[19]
- 2000 — Дублёры — Шейн Фалко[19]
- 1999 — Матрица — Томас А. Андерсон (Нео)[20];
- 1997 — Адвокат дьявола — Кевин Ломакс[16].
- 1992 — Дракула — Джонатан Харкер[19]

#### Уилл Смит
- 2020 — Плохие парни навсегда — Майкл «Майк» Лоури[21]
- 2016 — Призрачная красота — Говард Инлет[16];
- 2016 — Отряд самоубийц — Дэдшот[21]
- 2015 — Фокус — Никки Спёрджен[21]
- 2014 — Любовь сквозь время — Судья[21]
- 2007 — Я — легенда — Роберт Невилл[22];
- 1998 — Дикий, дикий Вест — Джеймс Вест;
- 1997 — Люди в чёрном — Джеймс Даррел Эдвардс III / агент Джей[15][14][4].

#### Том Круз
- 2018 — Миссия невыполнима: Последствия — Итан Хант[23];
- 2016 — Джек Ричер 2: Никогда не возвращайся — Джек Ричер[24][неавторитетный источник];
- 2015 — Миссия невыполнима: Племя изгоев — Итан Хант[24][неавторитетный источник];
- 2014 — Грань будущего — Уильям Кейдж[24][неавторитетный источник];
- 2013 — Обливион — Джек Харпер[17][24][неавторитетный источник];
- 2012 — Рок на века — Стейси Джекс[24][неавторитетный источник];
- 2012 — Джек Ричер — Джек Ричер[24][неавторитетный источник];
- 2011 — Миссия невыполнима: Протокол Фантом — Итан Хант[24][неавторитетный источник];
- 2010 — Рыцарь дня — Рой Миллер[24][неавторитетный источник];
- 2008 — Операция «Валькирия» — Клаус фон Штауффенберг[24][неавторитетный источник];
- 2008 — Солдаты неудачи — Лес Гроссман[24][неавторитетный источник];
- 2007 — Львы для ягнят — Джаспер Ирвинг[24][неавторитетный источник];
- 2006 — Миссия невыполнима 3 — Итан Хант[24][неавторитетный источник];
- 2005 — Война миров — Рэй Фэрриер[16][24][неавторитетный источник].

#### Другие фильмы
- 2011 — Исходный код — Хазми (Кэс Анвар)[15];
- 2011 — Любовь: Инструкция по применению — Роберто (Риккардо Скамарчо)[15];
- 2007 — Час пик 3 — Джеймс Картер (Крис Такер)[16];
- 2004 — Гарри Поттер и узник Азкабана — Римус Люпин (Дэвид Тьюлис)[9];
- 2001 — Час пик 2 — Джеймс Картер (Крис Такер)[16];
- 1999 — Догма[25] — Джей, «Молчаливый Боб» (Джейсон Мьюз; Кевин Смит);
- 1998 — Час пик — Джеймс Картер (Крис Такер)[16];
- 1997 год — Пятый элемент[25] — Руби Род (Крис Такер; дубляж фирмы «СВ-Дубль» по заказу кинокомпании «НТВ-Профит», 1997 г.), Дэвид (Чарли Крид-Майлз; дубляж объединения «Мосфильм-мастер» по заказу компании «Амальгама», 2000 г.);
- 1997 — Парк юрского периода: Затерянный мир — Ник Ван Оуэн (Винс Вон)[16];
- 1985, 1989, 1990 год — Назад в будущее. Трилогия (современный дубляж к изданию на Blu-ray в честь двадцатилетия трилогии) — Бифф Таннен; Грифф Таннен; Бьюфорд «Бешеный Пёс» Таннен (Томас Уилсон)[26][15].

### Мультфильмы
- 2019 — Любовь. Смерть. Роботы (эпизод «Рыбная ночь») — Отец[27]
- 2017 — Лего Фильм: Бэтмен — Брюс Уэйн / Бэтмен[28]
- 2014 — Лего. Фильм — Джим[29]
- 2011 — Кот в сапогах — Кот в сапогах[16]
- 2010 — Гадкий я — Отец Джастина[30]
- 2010 — Шрек навсегда — Кот в сапогах[16]
- 2008 — Кунг-фу панда — Мастер Обезьяна[27]
- 2007 — Шрек Третий — Кот в сапогах[16]
- 2006 — Ледниковый период 2: Глобальное потепление — Быстрый Тони[27]
- 2004 — Шрек 2 — Кот в сапогах[16][31][32]
- 2001 — Шрек — Пиноккио[27]

### Мультсериалы
- 1993—1994 — Чокнутый — Нервный, режиссёр, Коллекционер («Чокнутый появляется» и «Чокнутый исчезает»), разные персонажи (студия «Пифагор» по заказу «РТР», 1995—1996 гг.)[1];
- 1992—1994 — Русалочка — рыба-казначей, Архимед, командир Шабада, пиратский капитан («Скаттл»), сумасшедший доктор («Эксперимент»), часть эпизодических персонажей (Студия «Нота», студия «Кадр», студия «Пифагор» по заказу «РТР», 1995 г.)[17][15].

### Компьютерные игры
- 2023 — Кужлёвка — Президент Ельцин, сортир[33]
- 2021 — King’s Bounty II — Айвар[34];
- 2021 — Encased: A Sci-Fi Post-Apocalyptic RPG — Мартин Кингсли[35]
- 2020 — Mafia: Definitive Edition — Пепе[27]
- 2020 — The Dark Pictures Anthology: Little Hope — Джон[36]
- 2020 — Cyberpunk 2077 — Стэнли[37];
- 2020 — The Last of Us Part II — Джоэл[38];
- 2019 — Lost Ark — Валинарк[39]
- 2019 — The Sinking City — Чарльз Рид[40];
- 2019 — Мор — Артемий Бурах, Гаруспик[41];
- 2018 — Кровная вражда: Ведьмак. Истории — Геральт из Ривии[42]
- 2017 — Horizon Zero Dawn — Брин[43]
- 2017 — Destiny 2 — Деврим Кей[40];
- 2017 — StarCraft: Remastered — Джим Рейнор[44]
- 2016 — Deus Ex: Mankind Divided — Ярек «Кей» Дробный[45]
- 2015 — Assassin’s Creed Syndicate — Джеймс Томас Браднелл, 7-й граф Кардиган[46]
- 2015 — StarCraft II: Legacy of the Void — Джим Рейнор[47]
- 2015 — Ведьмак 3: Дикая Охота — Геральт из Ривии[48];
- 2014 — Murdered: Soul Suspect — Отец Ронана[49]
- 2014 — Sunset Overdrive — Флойд[50]
- 2013 — Sly Cooper: Thieves in Time — Бабуин[51]
- 2013 — The Last of Us — Джоэл[52];
- 2013 — Beyond: Two Souls — Пол[53]
- 2013 — Ratchet & Clank: Nexus — Торговец оружием[54]
- 2013 — StarCraft II: Heart of the Swarm — Джим Рейнор[47]
- 2012 — Diablo III — второстепенные персонажи[55]
- 2012 — Twisted Metal — Диктор[56]
- 2011 — Battlefield 3 — Амир Кафаров[57]
- 2011 — InFamous 2 — Джон Уайт[58]
- 2011 — Ведьмак 2: Убийцы королей — Геральт из Ривии[59][60];
- 2011 — Killzone 3 — Томас «Сев» Севченко[61]
- 2011 — Assassin’s Creed: Revelations — Альтаир ибн Ла-Ахад[40];
- 2010 — StarCraft II: Wings of Liberty — Джим Рейнор[47]
- 2009 — Uncharted 2: Among Thieves — Джефф Вайнис[62]
- 2009 — InFamous — Джон Уайт[58]
- 2009 — Left 4 Dead 2 — Фрэнсис[63]
- 2009 — Assassin’s Creed II — Джованни Аудиторе[64]
- 2009 — Killzone 2 — Томас «Сев» Севченко[61]
- 2009 — Assassin’s Creed: Bloodlines — Альтаир ибн Ла-Ахад[40];
- 2009 — Call of Juarez: Bound in Blood — Томас Маккол[65]
- 2008 — Mirror’s Edge — Джон из «Паразиты без проблем»[66]
- 2008 — Left 4 Dead — Фрэнсис[63]
- 2008 — Devil May Cry 4 — Данте[67]
- 2008 — The Elder Scrolls IV: Oblivion — Люсьен Лашанс[27]
- 2008 — Fallout 3 — второстепенные персонажи[64]
- 2007 — Ведьмак — Велерад[68]
- 2007 — Sinking Island — Мартин Абруцци[69][70]
- 2007 — Assassin’s Creed — Альтаир ибн Ла-Ахад[71].
- 2006 — Gothic 3 — второстепенные персонажи[64]
- 2005 — Call of Cthulhu: Dark Corners of the Earth — второстепенные персонажи[72]
- 2004 — Medal of Honor: Pacific Assault — Фрэнк Миноза[73]
- 2004 — Need for Speed: Underground 2 — Калеб[74]

## Озвучивание

### Мультфильмы
- 2018 — Волки и Овцы: Ход свиньёй — Айк[27]
- 2018 — Снежная Королева: Зазеркалье — Аррог
- 2010 — Белка и Стрелка. Звёздные собаки — Пудель из Белого дома[27]

## Режиссёр дубляжа
- 2016 — Аисты[75];
- 2016 — До встречи с тобой[76];
- 2013 — Молода и прекрасна[77];
- 2013 — Элизиум: Рай не на Земле[78];
- 2012 — Грязная кампания за честные выборы[79];
- 2012 — Я, Алекс Кросс[80];
- 2012 — Семь психопатов[81];
- 2012 — Явление[82];
- 2012 — Параллельные миры[83];
- 2012 — Красные огни[84];
- 2009 год — Дорога перемен[78];
- 2005 год — Чарли и шоколадная фабрика[14];
- 2005 — Гарри Поттер и Кубок огня[9];
- 2005 — Константин: Повелитель тьмы[85];
- 2005 — Призрак оперы[85].